# エスタジオ・ナシオナル・デ・ブラジリア
エスタジオ・ナシオナル・デ・ブラジリア（ポルトガル語: Estádio Nacional de Brasília）は、ブラジルの首都・ブラジリア連邦直轄区にあるスタジアムである。エスタジオ・ナシオナルは日本語で国立競技場を意味する。正式名称はエスタジオ・ナシオナル・デ・ブラジリア・マネ・ガリンシャ（Estádio Nacional de Brasília Mané Garrincha）。

## 概要
1974年3月10日に元サッカーブラジル代表選手のガリンシャにちなみ、エスタジオ・マネ・ガリンシャとして開場した。かつてはブラジリエンセのホームスタジアムでもあった他、サッカーブラジル代表の試合会場として使用された。
2014 FIFAワールドカップと2016年のリオ五輪の会場のひとつとして決定されたため、75,000人規模の現代的スタジアムと成るべく4年の歳月をかけて全面的な改修工事が行われた。スタンド屋根はケーブル膜構造。
2013年5月に竣工し、5月18日に開場記念試合が開催された。同年6月のサッカーコンフェデレーションズカップの会場として利用され、開幕戦のブラジル対日本戦が開催された。

## 2014 FIFAワールドカップ後の問題
2014 FIFAワールドカップ終了後はブラジル1部リーグの試合が開催されておらず、地元クラブの試合では1万人程度しかスタジアムに集まらず“開店休業”の状態となっている。スタジアムの維持費は月に13万ポンド（約2300万円）と見積もられており、2015年3月の状況ではランニングコストを支払うのがかなり難しくなっている。スタジアムの維持費を捻出すべく、英メディアの『Mail Online』によれば、バスターミナルとして利用されて世界的スポーツイベントから1年足らずでバスの停車場になっている。

## FIFAコンフェデレーションズカップ2013
| 日時    | 時間(UTC-3) | チーム#1 | 結果 | チーム#2 | ラウンド  | 観衆   |
| ------- | ----------- | -------- | ---- | -------- | --------- | ------ |
| 6月15日 | 16:00       | ブラジル | 3-0  | 日本     | グループA | 67,423 |

## 2014 FIFAワールドカップ
| 日時    | 時間(UTC-3) | チーム#1     | 結果 | チーム#2         | ラウンド    | 観衆   |
| ------- | ----------- | ------------ | ---- | ---------------- | ----------- | ------ |
| 6月15日 | 13:00       | スイス       | 2–1  | エクアドル       | Group E     | 68,351 |
| 6月19日 | 13:00       | コロンビア   | 2–1  | コートジボワール | Group C     | 68,748 |
| 6月23日 | 17:00       | カメルーン   | 1–4  | ブラジル         | Group A     | 69,112 |
| 6月26日 | 13:00       | ポルトガル   | 2–1  | ガーナ           | Group G     | 67,540 |
| 6月30日 | 13:00       | フランス     | 2–0  | ナイジェリア     | Round of 16 | 67,882 |
| 7月5日  | 13:00       | アルゼンチン | 1–0  | ベルギー         | 準々決勝    | 51,179 |
| 7月12日 | 17:00       | ブラジル     | 0–3  | オランダ         | 3位決定戦   | 68,034 |